# Elisir (soluzione)
Un elisir è una preparazione medicinale appartenente alla categoria delle forme farmaceutiche liquide ad uso orale. Essa è affine ad uno sciroppo ma se ne differenzia poiché il veicolo non è completamente acquoso ma idroalcolico edulcorato e/o aromatizzato. Si presenta come un liquido dall'aspetto limpido, meno viscoso rispetto ad uno sciroppo ed anche meno dolce (dato che contiene una limitata quantità di zucchero) e perciò la capacità mascherante di caratteristiche organolettiche sgradevoli (quale il gusto) è ridotta. 
La miscela idroalcolica di cui è costituito è variabile nella quantità di etanolo ed il contenuto di quest'ultimo può raggiungere il 20%, anche se una parte di alcool etilico necessario alla preparazione può essere sostituito con il glicerolo o con il glicole propilenico. Questi fungono da solventi ausiliari ed abbassano il tenore di etanolo, quindi anche la sua possibile tossicità. Nell'elisir sono usati come aromatizzanti oli essenziali, tinture, estratti fluidi di origine vegetale e, data la presenza di alcool etilico, alla preparazione non è necessario aggiungere dei conservanti (l'alcool etilico ha già potere battericida e funge da conservante). Deve essere conservato in recipienti a chiusura ermetica per prevenire la volatilità dell'alcool o di altri componenti facilmente volatili, lontano da fonti di calore e dalla luce. 
Schema formulativo di un elisir:
- acqua purificata (ad uso farmaceutico): PW
- alcool etilico (fino al 20% m/m)
- glicerolo (solvente ausiliario)
- PEG - Lmw (poli - etilen - glicoli 400 e 600, a basso peso molecolare, fungono da agenti viscosizzanti e di consistenza)
- coloranti idrosolubili
- dolcificante (saccarosio oppure saccarina se la concentrazione di alcool è elevata: la saccarina è molto solubile in alcool).